# Ruinele topitoriei pentru extragerea aurului, oraș Cavnic
Ruinele Topitoriei din Cavnic
Ruinele topitoriei pentru extragerea aurului din orașul Cavnic sunt o minunăție arhitecturală unică, a cărei istorie se întinde pe parcursul mai multor secole. Aceste ruine servesc ca mărturie a trecutului minier și aurifer al localității și găzduiesc o comunitate diversă de plante și animale rare. 
Istoricul Topitoriei
Orașul Cavnic a devenit cunoscut începând cu secolul al XVIII-lea pentru exploatările de minereu de aur pe care comunitățile locale le-au început pentru a satisface nevoia de a găsi metale prețioase. În urma acestor activități, în anul 1796 un grup de meșteșugari minieri au construit o mică topitorie, folosită pentru a separa aurul din restul minereului. 
De-a lungul anilor, topitoria a cunoscut multe schimbări și extinderi, astfel încât să se poată face față cerințelor de producție crescute ale orașului. În anul 1850, topitoria a fost construită din nou, în forma sa finală, după reglementările regale și cu tehnologii mai moderne pentru momentul respectiv. 
Vizitarea ruinelor
În prezent, ruinele topitoriei pentru extragerea aurului din Cavnic sunt un obiectiv turistic important. Acestea sunt geamănul cu podul vechi din oraș, ca și majoritatea ruinelor mineritului din regiune. 
Vizitatorii se pot bucura de spectacolul peisajului oferit de ruine, precum și de bogatul parc de plante și animale rare ce găzduiește acestea. Vizitatorii se pot bucura de plimbări relaxante printre ruine și pot explora istoria locului prin posterele expuse în zonă. 
Ruinele topitoriei pentru extragerea aurului din Cavnic sunt minunate și în același timp unice. Acestea oferă o imagine frumoasă a trecutului minier al orașului și găzduiesc o comunitate diversă de plante și animale rare. Ruinele sunt un obiectiv turistic important pentru oraș și oferă ocazia de a explora istoria locală și de a cunoaște mai bine natura și frumusețea acestei comunități.